# Ignác Goldziher
Ignác (Yitzhaq Yehuda) Goldziher (n. 22 iunie 1850, Székesfehérvár, Regatul Ungariei, Imperiul Austriac – d. 13 noiembrie 1921, Budapesta, Regatul Ungariei) a fost un orientalist, filolog de prim rang de limbi semitice, cercetător al culturii și literaturii din Orientul Mijlociu, care este considerat al doilea cel mai important cercetător al arabisticii moderne și al filologie semitice. Alături de germanul Theodor Nöldeke și olandezul Christiaan Snouck Hurgronje este considerat părintele Studiilor Islamice Moderne în Europa. Membru al Academiei Maghiare de Științe din 1876, profesor universitar din anul 1894 la Budapesta și-a dedicat mare parte a vieții academice cercetării islamului și a limbilor semitice.

## Biografie
Ignác Goldziher s-a născut într-o veche familie de evrei maghiari care a ajuns din orașul Hamburg în Ungaria în secolul al XVIII-lea. Tatăl său Adolf, pielar de profesie, îl îndeamnă pe fiul său încă de la cinci ani să citească Biblia și textul Talmud în limba ebraică (ajutat de un învățător particular) hotărât să-l educe pentru a deveni om învățat. Când la 12 ani i-a apărut o prima publicație despre rugăciunea evreilor intitulată „Rugăciunea lui Isac” i s-a dat la școală numele Ignatius Autorculust. În 1865 familia sa se mută la Budapesta unde, elev de gimnaziu fiind, participă la seminariile de la universitate învățând araba, persana și turca. La 16 ani deja a tradus două povești din limba turcă în maghiară atrăgând atenția profesorului universitar Vámbéry Ármin. Acesta din urmă îl prezintă baronului József Eötvös, Ministrul ungar al Educației și al Religiei din acea perioadă care îi acordă o bursă de studii universitare și personal îl sprijină financiar.

## Studii
Devenind discipolul lui Vámbéry Ármin se înscrie la Universitatea din Budapesta apoi își continuă studiile universitare la Berlin în anul 1869 când își îndreaptă atenția studiului literaturii arabo-israeliene. Urmează studii universitare în Leipzig unde și-a dat doctoratul în Filosofie, în 1870(scriind despre un lingvist și exeget arabo-ebraic al Bibliei din secolul 13, Tanhum din Ierusalim) fiind susținut de același patron al culturii maghiare, Ministrul József Eötvös. În anul 1872 începe să predea în cadrul Universității din Budapesta ca simplu profesor afiliat nefiind încă recunoscut ca profesor universitar titular datorită originii sale evreiești și a religiei iudaice.
Vorbirea cursivă a arabei, persanei și a limbii turce îi vor fi de ajutor la continuarea studiilor universitare la Leiden și Viena unde a studiat manuscrise arabe care au fost urmate de călătorii de studii între anii 1873- 1874 în Siria la Damasc, în Palestina la Ierusalim și apoi în Egipt la Cairo susținute financiar de același József Eötvös care-i acordă bursă universitară. A rămas încântat de spiritualitatea și de cultura orașului Cairo într-atât, încât și-a continuat studiile arabisticii la Moscheea Al-Azhar. În Damasc este invitatul frecvent al elitei politice și culturale fascinându-și gazdele atât prin araba vorbită cât și prin cunoștințele legate de literatură și de legislația islamică. Cunoaște viața de pe străzile Damascului, surprinzându-i poveștile, ascultându-i muzica și pătrunde chiar în lăcașe de cult.
Din 1894 devine Profesor universitar la Universitatea din Budapesta, dar catedră universitară în țara natală i se oferă doar târziu, în 1904 atunci când este recunoscut ca fiind cel mai important filolog al limbilor semitice în Ungaria și nu numai.
Mult mai repede, în străinătate primește medalie de aur din partea regelui Suediei, Oscar al II-lea în anul 1889 datorită încercărilor de exegeză critică a islamului și a cercetării minuțioase a culturii orientale, savanții de acolo recunoscându-i aportul adus înfrumusețării spiritualității oamenilor.
Odată cu apariția științelor moderne, spre sfârșitul sec al XIX-lea apar și primele congrese științifice în cadrul cărora la St.Louis, Cairo, Uppsala și la Paris Ignác Goldziher își prezintă parte din cercetări. În anul 1892 devine membru în Academia Maghiară de Științe, titulatura de profesor- oaspete fiindu-i acordată și de universitățile din Amsterdam, Göttingen, Berlin și Petersburg(Leningrad) ca recunoaștere a personalității sale ca unul dintre cei mai importanți filologi al limbilor semitice din acea vreme.
Întâmpinând de-a lungul vieții neajunsuri financiare(datorită originii sale evreiești) a lucrat ca secretar al Comunității evreiești din Budapesta și a fost lector la Seminarul evreiesc predând Filosofia Religiilor. Totodată a ținut prelegeri la numeroase universități și a publicat cărți și articole peste hotare unde s-a bucurat de o mare recunoaștere din partea comunității academice.

## Activitate de cercetare
Ignác Goldziher a pus la dispoziția științei ampla și vasta sa cercetare în ceea ce privește religia, dreptul și filosofia musulmană cuprinzându-le spre a forma o mare cercetare asupra islamului. Sunt puțin savanți semitici care au publicat la fel de mult precum a făcut-o Ignác Goldziher. A fost meticulos și exact în detalii, în dovezi precum și în citările altora.
Dietrich Jung susține că Ignác Goldziher a impus studierea islamului ca disciplină umanistă independentă. Opera sa este considerată un instrument de emancipare a studierii islamului în domeniul studiilor clasice orientaliste ale secolului XIX. Ignác Goldziher vorbește de limităriile orientalismului propunând metode critice de interpretare și cercetare. Datorită noii interpretări pe care o aduce Ignác Goldziher este numit de Griffini “ il creatore del’l islamologia scientifica” iar un alt erudit italian al studiilor arabe și musulmane scrie că inainte de Ignác Goldziher nu exista critică dar odată cu el a apărut hipercritica.
Richard Gotthei susține că Ignac Goldziher a deschis drumul cercetării evoluției isalmului. Este primul arabist care a descris critic și pe înțelesul tuturor istoria tradiției islamice orale cercetând hadithurile și explicând diferitele curente ale islamului. A fost primul istoriograf al islamului care a cercetat Islamul șiit, subiect neglijat până atunci de savanții europeni. Este considerat creatorul teoriei originii hadithurilor.
Cea mai mare parte a lucrărilor și articolelor sunt scrise în limba germană. În lucrarea ''Zahiriten'' din 1884 începe să scrie serios despre Coran, propunând o schimbare de interpretare a acestuia arătând influența Coranului asupra legilor mahomedane. 
In ''Mohamedanishen Studien'' descrie pe larg relația dintre arabi și non arabi. Lucrarea pe care o dedică lui Ibn Tumart oferă un vast material pentru studierea începuturilor invaziei Almohade , în Spania, în sec XII. Traduce și publică atacul lui Al-Ghazali asupra sectei Batiniyyah.
A publicat nu numai studii despre cultura islamică ci și despre cea pre-islamică trasând totodată o istorie a religiei arabilor. Pe lângă cercetările istorice, culturale, religioase a arabilor a cules și tradus poezie arabă veche și modernă. A fost unul dintre inițiatorii Enciclopediei islamului, (Encyclopaedia Islamica) între 1901-1906.
Chiar dacă mare parte a lucrărilor sale a fost scrisă în limba germană nu și-a uitat originea scriind în 1907 în limba ebraică ''The Essence of the Soul''. Iudaismul său a îmbrăcat forma unui intelectual reformator considerând modernizarea iudaismului esențială pentru o integrare națională fără asimilare.
Va fi ținut minte pentru cea mai amplă lucrare a sa, Vorlesungen über den Islam, care este prima prezentare inteligentă și cursivă a doctrinelor și tradițiilor islamice bazată pe cea mai coerentă și largă ramificație posibilă în islam. 

## Ignác Goldziher, orientalistul
Ignác Goldziher a fost cel care a pus bazele istoriografiei moderne a islamului în Ungaria aducând mai aproape maghiarilor atât cultura orientului apropiat cât și importanța studierii limbilor orientale. Încă de la începutul cercetărilor sale încearcă să lege munca orientaliștilor maghiari la studiile arabistice de până atunci.
Abordarea îndrăzneață a interpretării islamului pe care o aduce Ignác Goldziher este una cu totul aparte pentru acea perioadă.
Ignác Goldziher consideră islamul o revigorare religioasă. Islamul nu este produsul finit al lui Dumnezeu ci o religie în continuă schimbare. Scrie despre cum Mahomed a preluat de la păgânii arabi principiul de loialitatea, ideea că o adunare este mai puternică dacă este călăuzită de un principiu închegător. Scrie despre credința lui Mahomed în sfințenia orașului Mecca și în importanța pelerinajului. Scrie despre puterea islamului de a se revolta împotriva tradiției, despre o abordare blândă ca alternativă la violență, despre puterea lui Mahomed de a-i face pe musulmani să dăruiască și să se retragă-n rugăciune spre a le li se schimba viața.
Scrie despre îndrăzneala lui Mahomed de a-și îmbunătăți judecățile. Descrie Sunnele și decompunerea acestora în  hadithuri, în matn ajungând în cele din urmă la om, la sahib. 
Ignác Goldziher este cel care a arătat natura și însemnătatea științifică a hadithului cu mijloace europene critice și cu intuiție.  Găsește două tipuri de hadith: autentice și inventate. Scrie și de cei care cu bună știință vor să deturneze cele scrise în cele autentice interpretându-le prea mult. Scrie despre fabricarea de hadithuri care sunt departe de viața Profetului. Consideră că anumite hatithuri fabricate se opun ideilor Coranului, răstălmăcesc sensul practicilor altor culturi religioase, se revoltă împotriva anumitor partide politice, desconsideră lupta pentru tron a diferiților succesori.
Pune în lumină faptul că hadithurile nu reflectă, nu oglindesc viața Profetului și a discipolilor săi ci sunt o mărturie în fața altor culturi religioase sau grupări politice. Principala preocupare a lui Ignác Goldziher s-a îndreptat către hadithurile politice și nu către cele legate de tradiția, cultul vieții Profetului.
În ''Muhammedanische Studien'' Ignác Goldziher compară idolatria păgână cu religia musulmană așezându-le la baza cercetărilor hatithurilor. În ''Zahiriten'' îndeamnă pe credincioșii musulmani  să-și întărească credința ascultând de propria capacitate intelectuală.
Cea mai atotcuprinzătoare imagine asupra islamului o zugrăvește în ''Előadások az iszlámól''(Lecturi despre Islam) operă care va fi urmată de ultima mare lucrare ''Die Richtungen der islamichen Koranauslegung''. În aceasta din urmă subliniează ideea că Isalmul devine atotcuprinzător atunci când permite coexistența conceptelor și ideilor islamului tradițional, ale misticismului, ale diferitelor secte, ale modernismului.
În încercarea de a interpreta Islamul din interiorul său Ignác Goldziher a căutat și găsit locurile comune ale celor trei mari religii: creștinismul, iudaismul, islamismul arătând cum și în ce formă a primit islamul concepții, tradiții, instituții prezente în primele două și ulterior cum au acționat acestea asupra formulării hadithurilor.

Prin întreaga sa operă Ignác Goldziher a demonstrat lumii academice faptul că interesul și pasiunea unui om duce la o atotcuprinzătoare realizare care devine mărturie de umanitate.

## Opera
- Der Mythos bei der Hebraern und seine geschichtliche Entwicklung, Leipzig: 1876
- Az iszlám. Tanulmányok a mohammedán vallás köréből, Budapest: 1881
- Die Zahiriten, Leipzig: 1884
- Muhammedanische Studien 1-2., Halle: 1888-90
- Abhandlungen zur arabischen Philologie 1-2., 1896-98
- Vorlesungen über den Islam, Heidelberg: 1910
- Előadások az iszlámról, Budapest, 1912
- Die Richtungen der islamischen Koranauslegung, Leiden: 1920
- Gessamelte Schriften 1-6., Hildesheim: 1967-73
- Az iszlám, Budapest: 1994
- Az arabok és az iszlám, 1-2., Budapest:1995
- A zsidóság lényege és fejlődése, Budapest:2000
- Mitosz a hébereknél és történeti fejlődése, Budapest: 2003